# Читрал (округ)

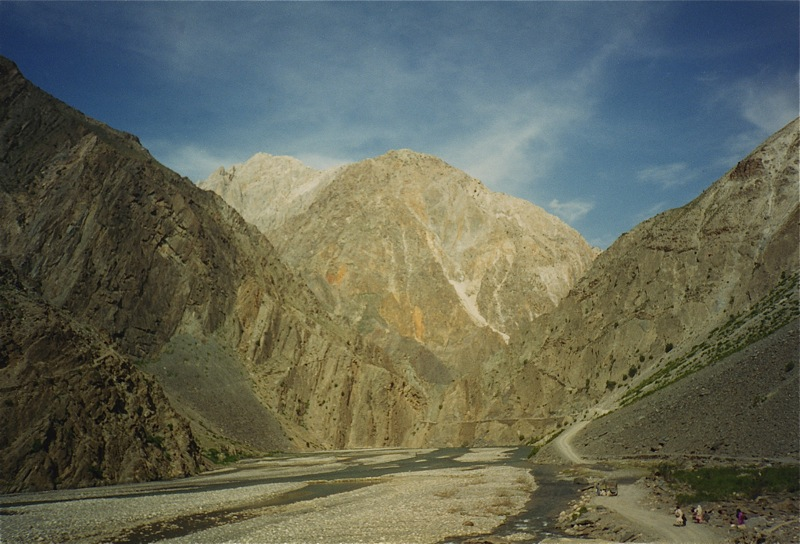
Гори в долині Читрал

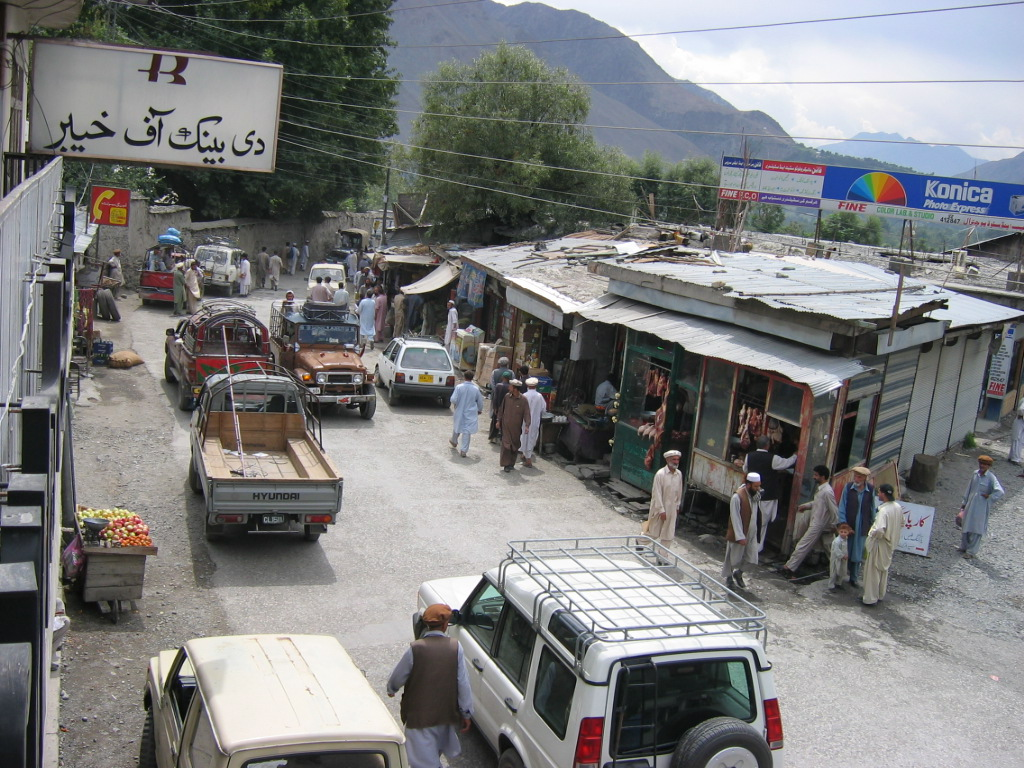
Аталікський базар, Читрал

Читрал (урду چترال, англ. Chitral) — найпівнічніший округ провінції Хайбер-Пахтунхва Пакистану з центром в однойменному місті Читрал. Розташований у важкодоступній високогірній долині річки Читрал (Кунар) на південь від головного хребта Гіндукуш. Площа — 14,850 км². Населення — 378 тис. осіб (2004)